# Turzyca bladozielona
Turzyca bladozielona (Carex pallidula Harmaja) – gatunek byliny z rodziny ciborowatych. 

## Rozmieszczenie geograficzne
Występuje w północnej i środkowej Europie. W Polsce rośnie na kilku stanowiskach na Wyżynie Krakowsko-Częstochowskiej i w Paśmie Przedborsko-Małogoskim.

## Morfologia
Gatunek podobny do turzycy palczastej.

## Biologia i ekologia
Bylina, hemikryptofit. Rośnie na skrajach ciepłolubnych buczyn i grądów i w murawach kserotermicznych. 

## Zagrożenia i ochrona
Gatunek umieszczony na Czerwonej liście roślin i grzybów Polski (2006) w kategorii R (rzadki - potencjalnie zagrożony). W wydaniu z 2016 roku otrzymał kategorię NT (bliski zagrożenia). Znajduje się także w Polskiej Czerwonej Księdze Roślin (2001) w kategorii LR (niższego ryzyka) pod nazwą "turzyca blada" (Carex pallens (Fristedt) Harmaja). W wydaniu z roku 2014 posiada kategorię NT (bliski zagrożenia).